# Aşağı Daşkəsən
Aşağı Daşkəsən è un comune dell'Azerbaigian situato nel distretto di Daşkəsən.